# جامع قمرية
جامع قمرية هو من مساجد بغداد التاريخية التراثية القديمة، وشيد وبني في عهد الخليفة العباسي المستنصر بالله وأسماه قمرية نسبة إلى (قمرية خاتون)، ويقع هذا المسجد الجامع في جانب الكرخ من مدينة بغداد، وعلى ضفاف نهر دجلة، وتبلغ مساحته 2000 م2، ويحوي الحرم مصلى واسع يسع أكثر من 400 مصل، وبني فيه منارة مئذنة من الآجر والجص، ويعلو بنيانه ستة قباب، رفيعة السمك، وجدد بناء هذا الجامع أيام مماليك العراق، ولم يبقَ من بناء الجامع العتيق إلا منارة المئذنة القليلة الزخارف وفي حوضها آثار البناء القديم. والراجح انه اسم موضع في الجانب الغربي يسمى (القمرية) وليس (قمرية) ويعود ذكره في أخبار سنة (551 ه‍/ 1156م) قبل بناء الجامع الذي بني سنة (626ه‍) وقبل ولادة الناصر الذي ولد سنة (553 ه‍/1158م).

وجدد بناؤه آخر مرة في عام 1400 هـ/1980م، من قبل وزارة الأوقاف والشؤون الدينية.

## سبب التسمية وتاريخ العمارة وتجديدها
واسم القمرية هو اسم لإمرأة من أسرة الناصر لدين الله، جد المستنصر بالله، وقيل هو اسم الأرض التي تملكها فبني عليها، ولقد شيد في عام 626 هـ/1228م، ثم جدد بناؤه وتمت عمارته عدة مرات ومن ذلك عمارة والي بغداد دلي حسين باشا سنة 1054ه‍، وكذلك عمارة السيدة عائشة عام 1177هـ/1763م، وهي بنت أحمد باشا والي بغداد عام 1163هـ/1750م.
وبمرور الزمن أختل البناء وتعرض للسقوط وتضعضعت منهُ القواعد والأركان لولا أن تداركهُ سعيد باشا والي بغداد في عهد مماليك العراق، فأعاد إعمارهُ وبنائهُ بأحسن مما كان عليهِ وكتب تاريخ ذلك على محراب المصلى بأبيات شعرية هي:
سنة 1237هـ الموافق عام 1821م.
ومن الكتابات الموجودة على جدران المسجد هذهِ الأبيات :
وهي أبيات شعر من تأليف الشيخ عبد الرحمن السويدي.